# Stanisław Bogusławski (Schriftsteller)

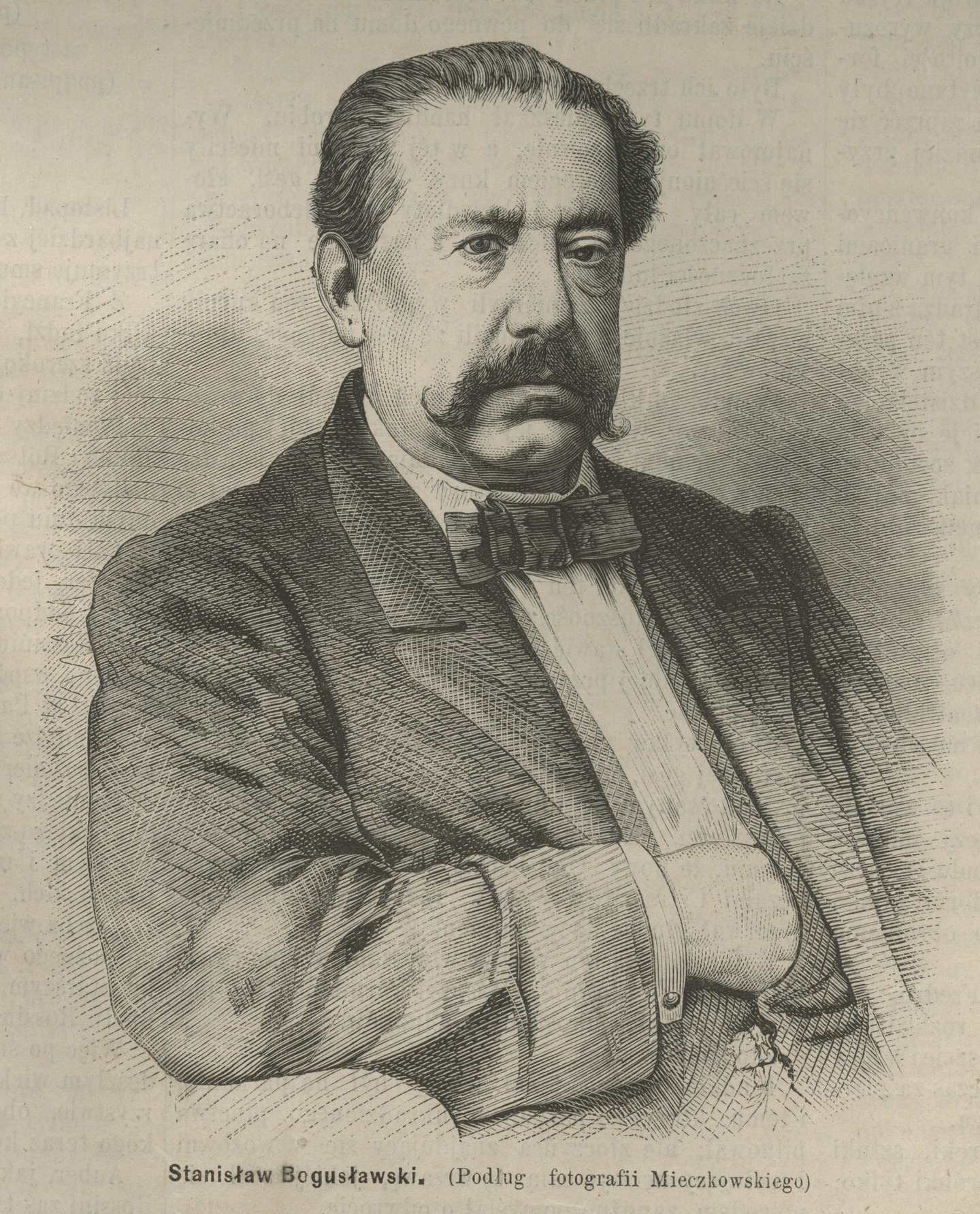
Stanisław Bogusławski

Stanisław Bogusławski (* 28. Dezember 1804 in Warschau, Königreich Preußen; † 10. Juni 1870 in Warschau, Weichselland) war ein polnischer Schriftsteller, Dichter und Schauspieler der Romantik. Er schrieb insbesondere Komödien.

## Leben
Stanisław Bogusławski besuchte eine Piaristenschule und trat dann ins Militär ein. 1829 hatte er sein literarisches Debüt im Warschauer Kurier. Ein Jahr später nahm er am Novemberaufstand teil. Nach der Niederschlagung des Aufstands widmete er sich seiner literarischen Tätigkeit und arbeitete mit mehreren Bühnen in Warschau zusammen. 1834 heiratete er die deutschstämmige Schauspielerin Katarzyna Fröhlich. Ab 1869 war er Redakteur des Warschauer Kuriers. Er arbeitete mit Stanisław Moniuszko zusammen, für den er ein Libretto schrieb.
Er wurde auf dem Powązki-Friedhof in Warschau bestattet.